# 森田悟由
森田 悟由（もりた ごゆう、俗名：常次郎、天保5年1月1日（1834年2月9日） - 大正4年（1915年）2月9日）は、日本の曹洞宗の僧侶。永平寺64世貫首。曹洞宗5代管長（性海慈舩禅師）。号は大休。

## 略歴
天保5年（1834年）、尾張国知多郡大谷村（現、常滑市）の森田家の次男に生まれる。天保11年（1840年）、名古屋の大光院で出家。嘉永4年（1851年）に、師僧に従って武蔵国大泉寺に移動、吉祥寺旃檀林に通う。
安政3年（1856年）から諸嶽奕堂に師事し、翌年に奕堂と共に天徳院に移動する。万延元年（1860年）に陽仙院の兄弟子天瑞白龍の後を継ぎ、龍徳寺の住職になる。
明治3年（1870年）に奕堂が總持寺貫首になったのに従って總持寺に入り、明治8年（1875年）、天徳院住職となる。明治11年（1878年）に永平寺単頭・總持寺西堂となり、明治25年（1892年）に貫首、明治27年（1894年）に管長になる。
明治33年（1900年）に大休寺を開き、明治35年（1902年）に道元の650回忌を行い承陽大師号を賜る。明治38年（1905年）には初めて眼蔵会を開催。
明治36年（1903年）、今の福島県福島市に中野不動尊本堂として大正寺を建立。既存の修験道から曹洞宗に改宗され、永平寺の直末寺となる。
大正4年（1915年）2月9日、永平寺東京別院にて遷化。

## 著作
- 『大休悟由禅師広録』6巻（五十嵐悟道編、三合庵、1922年）国立国会図書館デジタルコレクション